# Charles Ghequiere Fenwick
Charles Ghequiere Fenwick (auch Charles G. Fenwick, * 26. Mai 1880 in Baltimore, Maryland; † 24. April 1973 in Washington D.C.) war ein US-amerikanischer Politologe und Rechtswissenschaftler.

## Leben

### Familie und Ausbildung
Der katholisch getaufte Charles G. Fenwick, Sohn des Henry Martin Fenwick und der Gay Tiernan Fenwick, studierte nach seinem High-School-Abschluss Politikwissenschaften am Loyola College in Baltimore, 1907 erwarb er den akademischen Grad eines Bachelor of Arts. Er setzte das Studium an der Johns Hopkins University fort, 1912 wurde er zum Doctor of Philosophy promoviert.
Charles G. Fenwick heiratete 1942 die aus Rio de Janeiro gebürtige Maria Jose Lynch. Der Ehe entstammten die Söhne Charles Henry sowie Francis Edmund. Fenwick starb im April 1973 im Alter von 92 Jahren in Washington, D.C.

### Beruflicher Werdegang
Charles G. Fenwick trat 1911 eine Stelle als Law Clerk bei der Division of International Law der Carnegie Endowment for International Peace in Washington, D.C. an. Zusätzlich war er seit 1912 als Lecturer in International Law am Washington College of Law der American University tätig. 1914 wechselte er in die Funktion als Associate in Political Science an das Bryn Mawr College nach Bryn Mawr, Pennsylvania, 1915 wurde er zum Associate Professor, 1918 zum Full Professor befördert, 1945 wurde er emeritiert.
Charles G. Fenwick nahm als US-Delegierter 1936 an der Inter-American Conference for the Maintenance of Peace in Buenos Aires, 1938 an der 8th International Conference of American States in Lima, 1948 an der 9th International Conference of American States in der kolumbianischen Hauptstadt Bogota teil. Er gehörte dem Inter-American Neutrality Committee von 1940 bis 1942, anschließend dem Inter-American Juridical Committee bis 1947 an. Seit 1948 fungierte er als Director des Department of International Law and Organization der Pan-American Union. Fenwick, der kein Jurastudium abgeschlossen hat, zählt zu den führenden Völkerrechtsexperten seiner Zeit. 1930 erhielt er die juristische Ehrendoktorwürde des Marquette College, 1948 jene des Holy Cross College verliehen.
Charles G. Fenwick hatte Mitgliedschaften in der American Political Science Association, der American Society of International Law, der American Academy of Political and Social Science und der International Law Association inne. Fenwick war Mitherausgeber des International Law Journals.

## Publikationen (Auswahl)
- The Neutrality Laws of the United States. The Endowment, Washington, D.C., 1913
- zusammen mit Westel Woodbury Willoughby: Types of Restricted Sovereignty and of Colonial Autonomy. G.P.O., Washington, 1919
- Political Systems in Transition, War-time and After. in: Century new world series. The Century Co., New York, 1920
- International Law. in: Century political Science Series. G. Allen & Unwin, London, 1924
- Cases on International Law. in: National casebook series. Callaghan, Chicago, Ill., 1935
- American Neutrality: Trial and Failure. In: James Stokes lectureship on politics. New York University. New York University Press, New York; H. Milford, Oxford University Press, London, 1940
- zusammen mit Lawrence B. Evans: Cases on Constutional Law. In: National casebook series. Callaghan, Chicago, Ill., 1942
- The Inter-American Regional System. in: Fenwick lectures, 1948. Declan X. McMullen Co., New York, 1949
- The law of the Organization of American States. Academia Interamericana de Derecho Comparado e Internacional, La Habana, 1954
- The Organization of American States: The Inter-American Regional System. Kaufman, Washington, D.C., 1963